# Aristida ferrilateris
Aristida ferrilateris är en gräsart som beskrevs av Sylvia Mabel Phillips. Aristida ferrilateris ingår i släktet Aristida och familjen gräs. Inga underarter finns listade i Catalogue of Life.